# Inzenhof
Inzenhof è un comune austriaco di 341 abitanti nel distretto di Güssing, in Burgenland.